# Etnica/Pleiadians
Pleiadians est un groupe de musique électronique italien de trance Goa, dont les membres sont également à l'origine du projet Etnica.
Leur principale caractéristique est la production de morceaux inhabituellement rapides et en même temps très mélodiques.
Leur premier album, Identified Flying Object, a été très bien reçu par la communauté et est souvent cité comme l'un des plus percutants exemples de musique du genre. L'usage du nom Pleiadians a commencé à la demande d'un célèbre label. Etnica n'aimait pas l'idée de produire sous un autre label, leur propre label réclamant l'exclusivité du nom Etnica. C'est ainsi qu'Etnica enregistra sous l'alias de Pleiadians, sans l'avoir planifié.

## Discographie

### EP
- Pleiadians (Symbiosis Records 1995)
- Sonic System (Symbiosis Records 1996)
- Zeta Reticuli (Flying Rhino Records 1996)
- Accidental Occidentalism Sampler (Symbiosis Records 1996)
- Headspin (Dragonfly Records 1998)

### CD
- Identified Flying Object (Dragonfly Records 1997)
- Family of Light (Dragonfly Records 1999)
- Seven Sisters (Harmonia Records 2006)